# Хокер, Николаус
Николаус Хокер (нем. Nikolaus Hocker; 1822—1900) — немецкий прозаик, поэт, редактор, а также автор многочисленных исторических трудов.

## Биография
Николаус Хокер (в дореволюционных источниках иногда упоминается как Гокер) родился 22 марта 1822 года в германском городке Ноймаген-Дхрон, в земле Рейнланд-Пфальц. 
Первоначально он решил посвятить жизнь военной карьере, но став офицером почувствовал склонность к изучению истории и литературы и желание попробовать свои силы на литературном поприще. В 1842 году он оставил воинскую службу и направился учиться в Тюбингенский университет. 
После окончания университетского курса, он в 1849 году стал редактором «Saar- und Moselzeitung» в Трире. Позже он возглавил «Düsseldorfer Journa», а в 1857 году переехал в город Кёльн, где он принял на себя управление изданием «Kölner Nachrichten». Его экономически труд «Die Grossindustrie des Rheinlandes und Westfalens» был замечен и одобрен правительством.
Помимо этого, Н. Хокер увлечённо собирал и публиковал народные сказания, а также писал произведения на их основе.
Его связывала крепкая дружба с братьями Гримм и Карлом Йозефом Зимроком.
Николаус Хокер умер 21 декабря 1900 года в городе Кёльне.